# Сумуг-кала
Сумуг-кала (азерб. Sumuq qala; цахур. Ts'umu g'ala) — оборонительная башня в селе Илису Гахского района Азербайджана. Сооружённая в XVII веке, является примером оборонительных сооружений горцев Кавказа, строившихся впритык к дому для обороны от врагов всей семьёй.
При строительстве были использованы булыжник, известняк и обожженный кирпич.
По преданию, башня была сооружена Илисуйским правителем Суму хан, однако в исторических источниках встречается имя не Sumu xan, a Usmi — титул, который носил Илисуйский султан Магомет-хан.
Крепость показана в музыкально-приключенческом фильме Юлия Гусмана «Не бойся я с тобой», в котором снимались Полад Бюль-Бюль Оглы и Лев Дуров.